# Heuchin
Heuchin település Franciaországban, Pas-de-Calais megyében. Lakosainak száma 485 fő (2022. január 1.). Heuchin Prédefin, Anvin, Bergueneuse, Boyaval, Eps, Équirre, Fiefs és Fontaine-lès-Boulans községekkel határos.

## Népesség
A település népességének változása:
| Lakosok száma | 553  | 550  | 529  | 514  | 498  | 492  | 490  | 485  |
|               | 2013 | 2015 | 2017 | 2018 | 2019 | 2020 | 2021 | 2022 |